# 仙台北港駅
仙台北港駅（せんだいきたこうえき）は、宮城県仙台市宮城野区港4丁目にある仙台臨海鉄道臨海本線の貨物駅。駅構内の一部が多賀城市にも広がっている。

## 駅概要
車扱貨物の取扱駅。
駅の東側に広がるENEOS（旧・新日本石油精製、開業時は東北石油）仙台製油所の荷役線（専用線）2本と荷役設備があり、当駅から石油類の発送が行われている。現在の発送先は盛岡貨物ターミナル駅（日本オイルターミナル盛岡営業所）と郡山駅（日本オイルターミナル郡山営業所）である。
駅構内の南側にある化学薬品輸送会社の木田仙台港流通センターへ向かう荷役線があり、酒田港駅などから苛性ソーダや塩酸が到着していたが、タンクコンテナへの移行によって2005年頃に廃止された。

## 歴史
- 1971年（昭和46年）10月1日：開業。同時に東北石油専用線も運輸開始。
- 2011年（平成23年）3月11日：東日本大震災の影響により営業停止。
- 2012年（平成24年）9月7日：営業再開。当駅の復旧により仙台臨海鉄道は全線の営業が再開された[1]。

## 利用状況
- 2003年度 - 発送 593,870トン、到着 57,568トン
- 2004年度 - 発送 608,453トン、到着 58,454トン

## 駅周辺
- ENEOS仙台製油所
- 木田仙台港流通センター
- 理研食品仙台新港工場
- レンゴー仙台工場
- 武蔵野仙台工場

## 隣の駅
仙台臨海鉄道
臨海本線
仙台港駅 - 仙台北港駅